# Yang Chen (futbolista nacido en 1974)
Yang Chen (en chino tradicional, 楊晨; en chino simplificado, 杨晨; pinyin, Yáng Chén; Pekín, 17 de enero de 1974) es un exfutbolista y actual entrenador chino, que jugaba de mediocampista y militó en diversos clubes de China y Alemania. Es plenamente identificado con el Eintracht Frankfurt alemán, donde militó por 5 temporadas.

## Selección nacional
Con la selección de fútbol de China, disputó 35 partidos internacionales y anotó 11 goles. Participó en la edición de Corea del Sur y Japón 2002, donde su selección quedó eliminada en fase de grupos.

### Participaciones en Copas del Mundo
| Mundial                        | Sede                  | Resultado    |
| ------------------------------ | --------------------- | ------------ |
| Copa Mundial de Fútbol de 2002 | Corea del Sur y Japón | Primera Fase |

### Goles internacionales
| #  | Fecha                   | Sede                                                           | Oponente  | Gol | Resultado | Competición                                   |
| -- | ----------------------- | -------------------------------------------------------------- | --------- | --- | --------- | --------------------------------------------- |
| 1  | 2 de diciembre de 1998  | Estadio de la Provincia de Surat Thani, Surat Thani, Tailandia | Camboya   | 1–0 | 4–1       | Juegos Asiáticos de 1998                      |
| 2  | 2 de diciembre de 1998  | Estadio de la Provincia de Surat Thani, Surat Thani, Tailandia | Camboya   | 3–0 | 4–1       | Juegos Asiáticos de 1998                      |
| 3  | 2 de diciembre de 1998  | Estadio de la Provincia de Surat Thani, Surat Thani, Tailandia | Camboya   | 4–0 | 4–1       | Juegos Asiáticos de 1998                      |
| 4  | 10 de diciembre de 1998 | Estadio Suphachalasai, Bangkok, Tailandia                      | Omán      | 6–1 | 6–1       | Juegos Asiáticos de 1998                      |
| 5  | 7 de octubre de 2000    | Estadio Rey Abdullah II, Amán, Jordania                        | Jordania  | 1–0 | 1–1       | Amistoso                                      |
| 6  | 16 de octubre de 2000   | Estadio Rashid Karami, Trípoli, Líbano                         | Indonesia | 3–0 | 4–0       | Copa Asiática 2000                            |
| 7  | 23 de octubre de 2000   | Estadio Ciudad Deportiva Camille Chamoun, Beirut, Líbano       | Catar     | 3–0 | 3–1       | Copa Asiática 2000                            |
| 8  | 26 de octubre de 2000   | Estadio Ciudad Deportiva Camille Chamoun, Beirut, Líbano       | Japón     | 2–1 | 2–3       | Copa Asiática 2000                            |
| 9  | 2 de abril de 2001      | Estadio Provincial de Shaanxi, Xi'an, China                    | Maldivas  | 7–0 | 10–1      | Clasificación para la Copa Mundial de 2002    |
| 10 | 13 de mayo de 2001      | Centro Deportivo Kunming Tuodong, Kunming, China               | Indonesia | 2–1 | 5–1       | Clasificación para la Copa Mundial de 2002    |
| 11 | 10 de diciembre de 2003 | Estadio Internacional de Yokohama, Yokohama, Japón             | Hong Kong | 3–0 | 3–1       | Campeonato de Fútbol de Asia Oriental de 2003 |

## Clubes
| Club                 | País     | Año         |
| -------------------- | -------- | ----------- |
| Beijing Sinobo Guoan | China    | 1993 - 1997 |
| Waldhof Mannheim     | Alemania | 1998        |
| Eintracht Frankfurt  | Alemania | 1998 - 2002 |
| Saint Pauli          | Alemania | 2002 - 2003 |
| Shenzhen             | China    | 2003 - 2005 |
| Xiamen Blue Lions    | China    | 2006 - 2007 |

## Palmarés

### Shenzhen Jianlibao
- Superliga de China: 2004